# آنا کارنینا (فیلم ۱۹۶۷)
آنا کارنینا (روسی: Анна Каренина) فیلمی است که در سال ۱۹۶۷ منتشر شد. از بازیگران آن می‌توان به یوری یاکوولیف و مایا پلیستسکایا اشاره کرد.